# رافاييل كايتانو دي ألميدا
رافاييل كايتانو دي ألميدا (12 يوليو 1991 في ساو باولو في البرازيل – )؛ هو لاعب كرة قدم كان يلعب كمدافع.

## وصلات خارجية
- رافاييل كايتانو دي ألميدا على موقع Soccerway.com (الإنجليزية)